# Faverelles

Faverelles este o comună în departamentul Loiret din centrul Franței. În 1 ianuarie 2022 avea o populație de 175 de locuitori.